# Auberive (Alta Marna)
Auberive  là một xã thuộc tỉnh Haute-Marne trong vùng Grand Est đông bắc nước Pháp. Xã này nằm ở khu vực có độ cao trung bình 365 mét trên mực nước biển.
Sông Aujon chảy theo hướng tây qua phía đông bắc thị trấn. Sông Aube tạo thành ranh giới phía nam thị trấn, s au đó chảy theo hướng tây bắc qua khu vực phía tây thị trấn.

## Hình ảnh

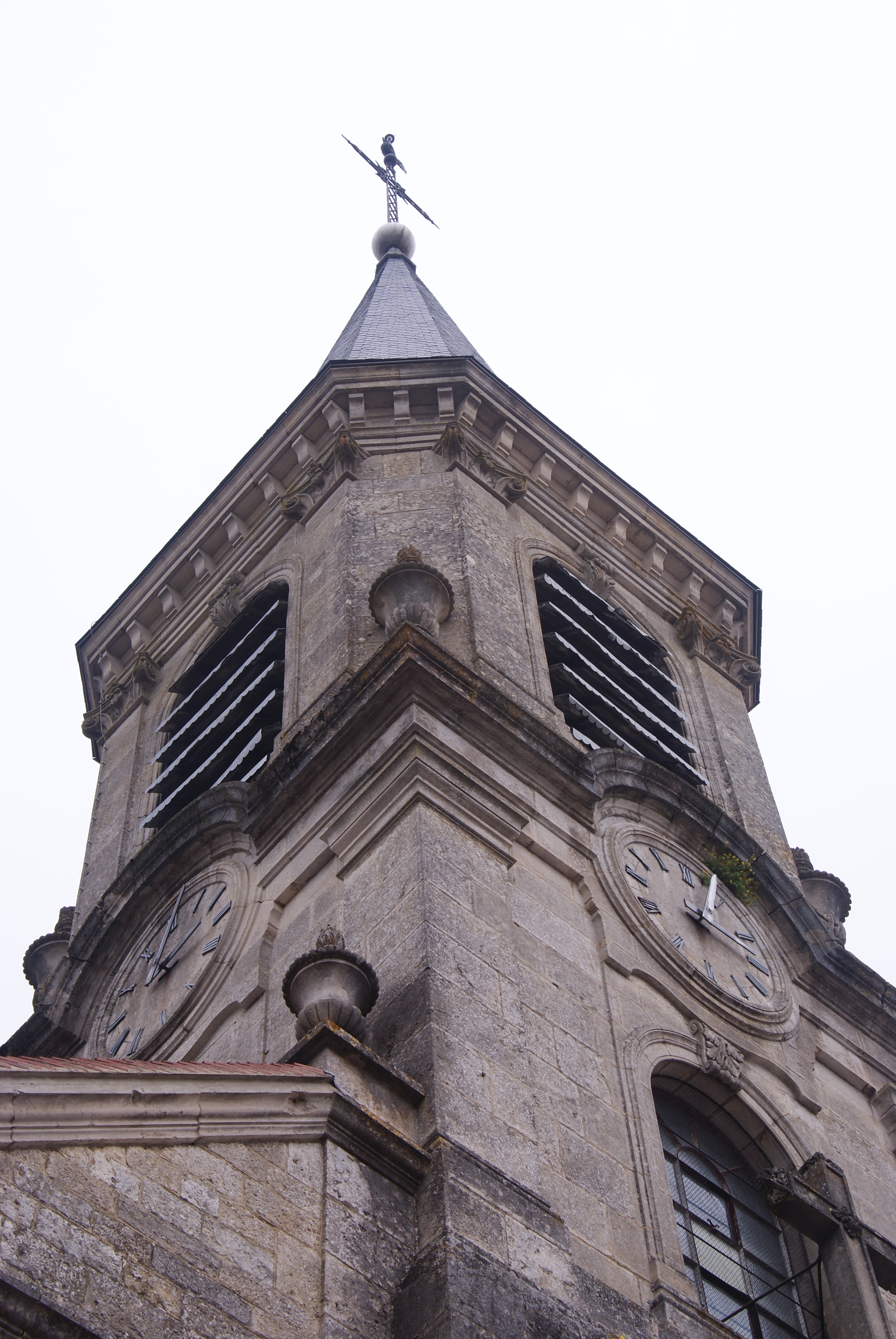
Nhà thờ
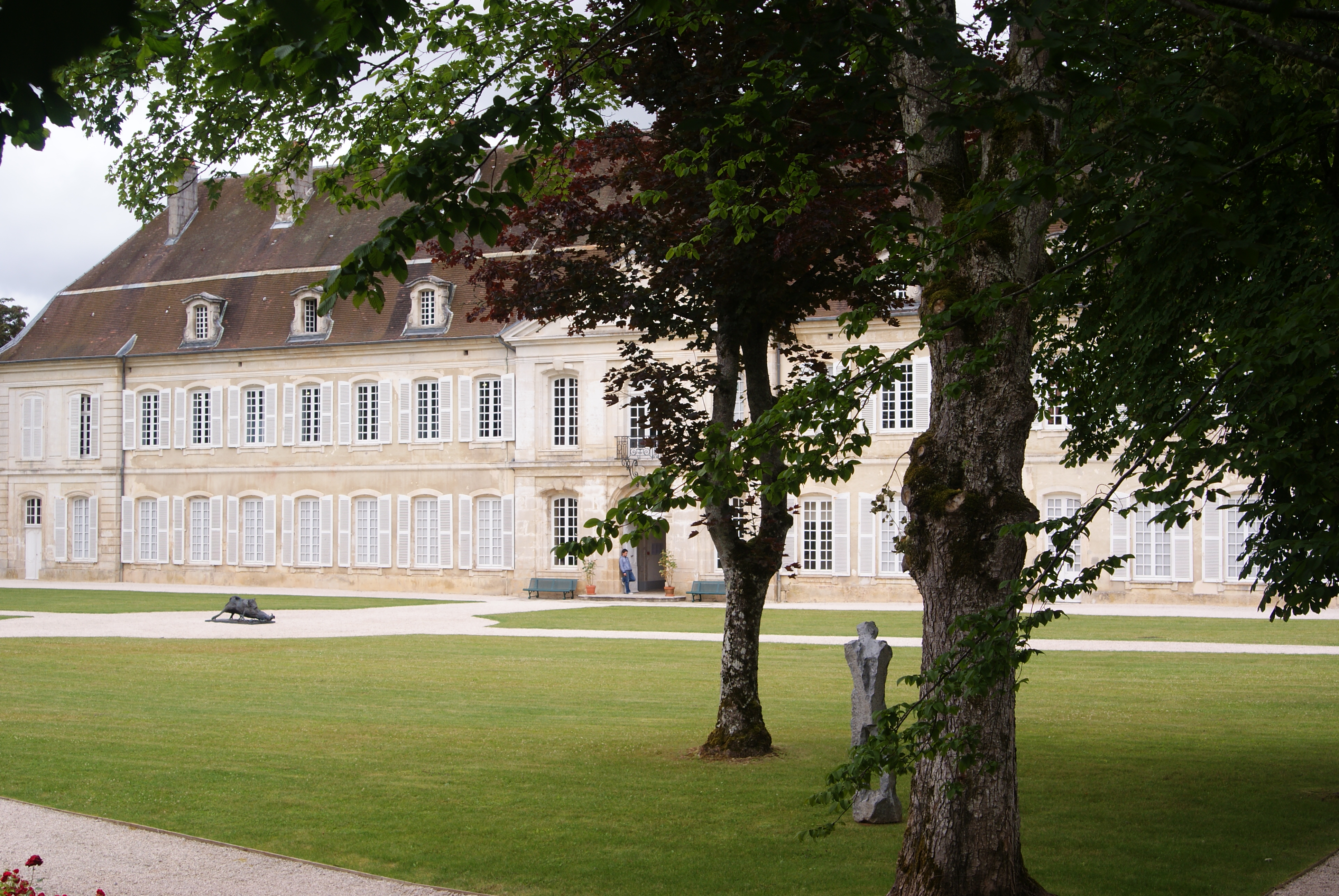
Lâu đài Auberive
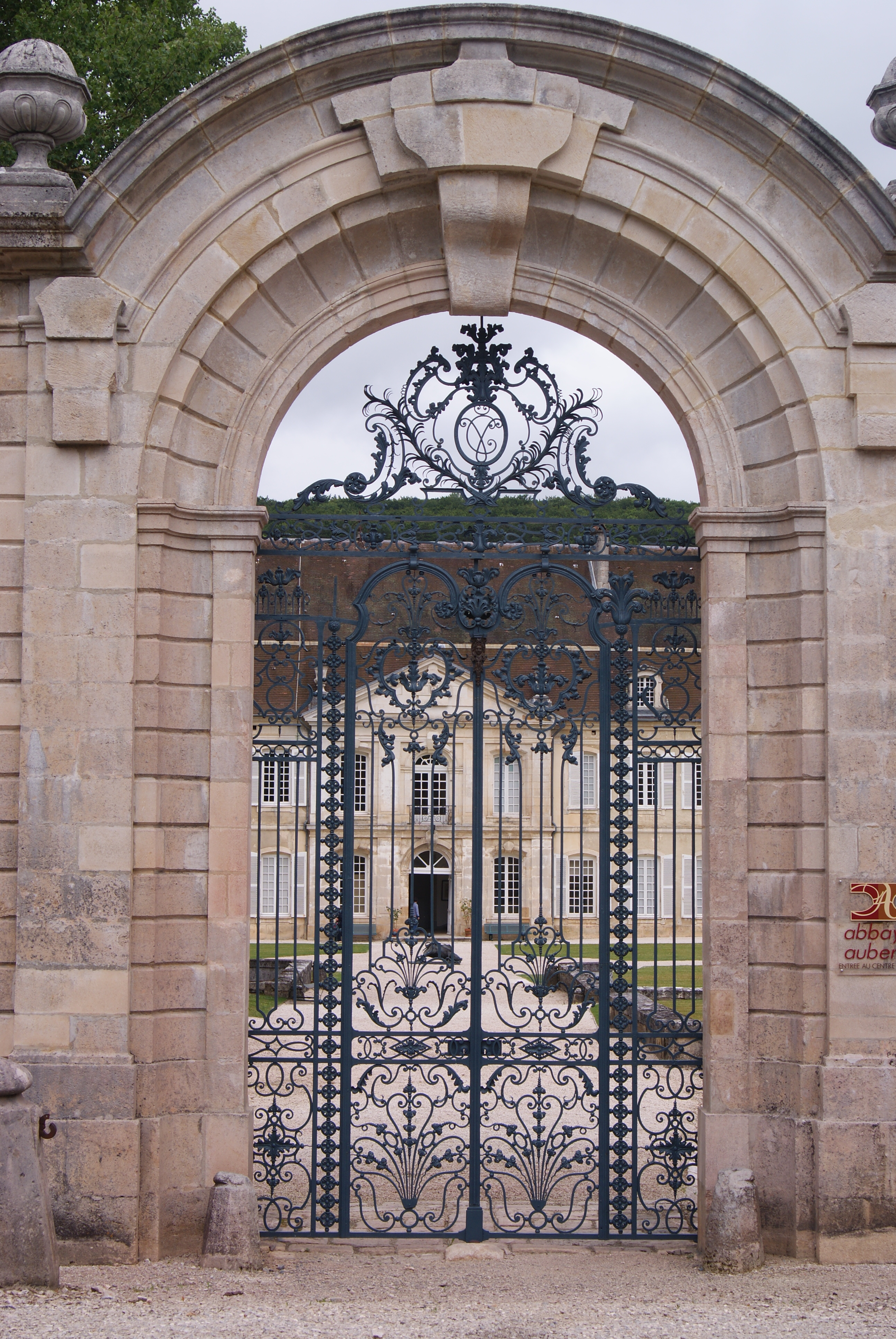
Cổng lâu đài
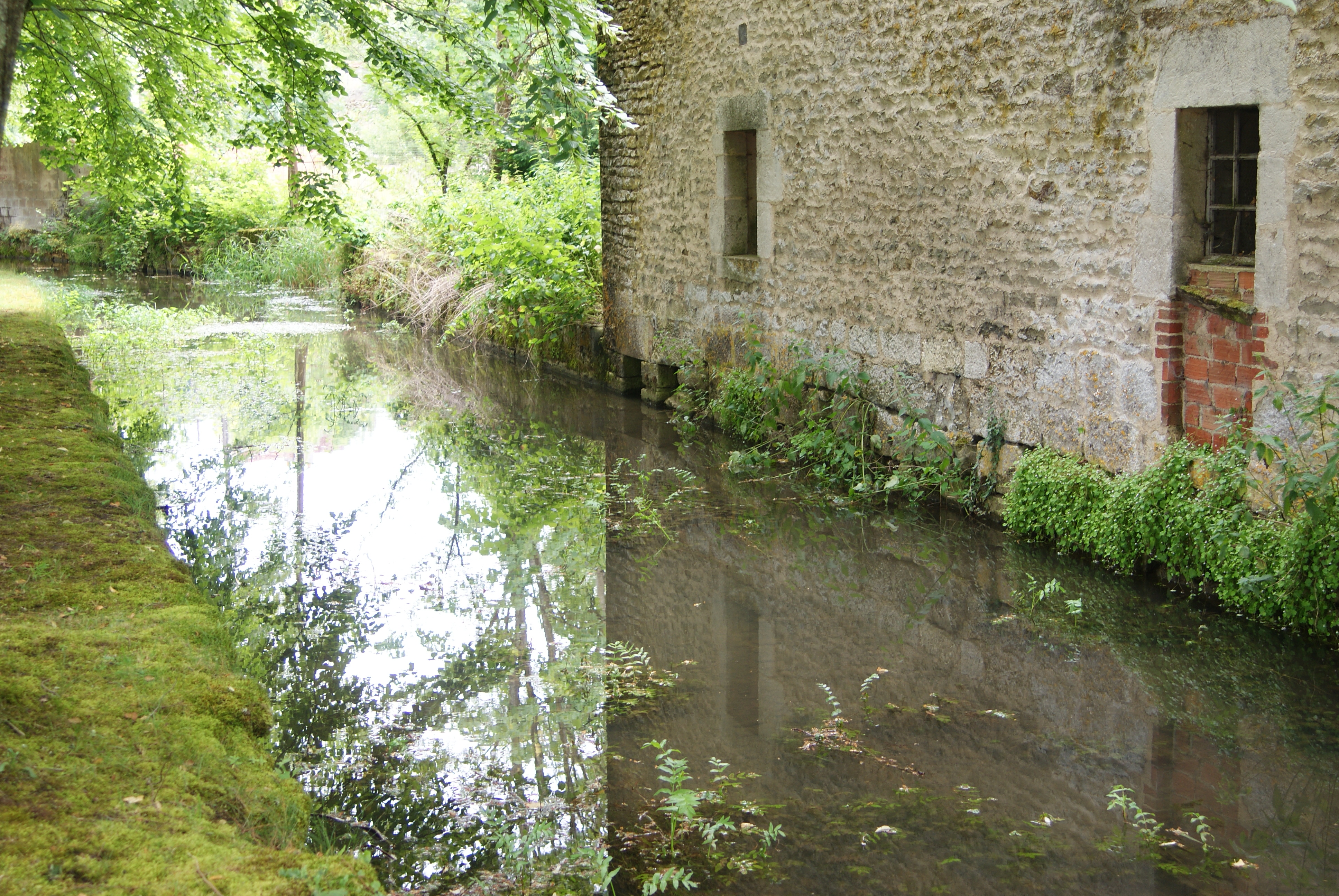
sông Aube